# ドンキーコング64
『ドンキーコング64』（DONKEY KONG 64）は1999年に、レア社が開発し、任天堂が発売したNINTENDO 64用のゲームソフト（プラットフォーム・ゲーム）。ドンキーコングシリーズの1作であり、シリーズ初の3D作品である。プレイヤーはゴリラのドンキーコングを操作し、それぞれテーマ別に特徴のあるステージを探索してアイテムを集めたり、捕らえられた仲間を助け出し、宿敵キングクルールを倒すことを目的とする。助け出した仲間たちも操作可能であり、ドンキーコングを含めて、それぞれが固有の特殊能力を持つ5匹のキャラクター（コング）を適宜切り替えながら、ステージ探索やミニゲーム、パズルをクリアしてバナナやコインといった収集物を集めていく。また、マルチプレイでは最大4人まで参加可能なミニゲームで遊ぶことができる。
本作の開発は『スーパードンキーコングシリーズ』（1994年 - 1996年）の後、3年の開発期間で1997年から開始された。同社のバンジョーとカズーイシリーズの制作スタッフからも多くの人材を迎え、16人のチームで1999年に完成して、11月に北米で、12月に全世界で発売された。本作はNINTENDO 64の「メモリー拡張パック」を必要とする最初のゲームだった。マーケティングでは、広告、懸賞、全国ツアーと2200万ドルが費やされた。
本作は全世界で高い評価を受け、1999年のホリデーシーズンにおいては任天堂のトップセラーとなり、2004年までに230万本が販売された。1999年のE3ゲーム批評家賞のベストプラットフォームゲーム賞をはじめ、各雑誌のゲーム賞でも複数の賞やノミネートを受けた。批評においては異例の容量の大きさとプレイ時間の長さが賞賛されたが、カメラ操作の悪さやアイテム収集に力点が置かれたこと、また、繰り返させる手法など批判もあった。レア社の前作『バンジョーとカズーイの大冒険』（1998年）とゲームスタイルやビジュアルも似ている点を挙げる意見もあった。『スーパードンキーコングシリーズ』の革新的な影響には及ばないが、それでもNINTENDO 64において最高の3Dアクションの1つだと評される。
本作はレア社が2002年にMicrosoftに買収される前の最後のドンキーコングシリーズ作品となった。後の回顧的なレビューにおける賛否は様々であり、批評家によってはレア社作品の特徴であった収集系アドベンチャーの退屈さを象徴した作品と評すものもある。起動時オープニングの「モンキーラップ（DKラップ）」は最悪のゲーム音楽として挙げられることがあるが、これは十数年後に人気が急浮上した。2015年に任天堂のWii Uバーチャルコンソールで再リリースされた。

## ゲーム内容
『ドンキーコング64』はプレイヤーがドンキーコングとその仲間たちになって島（DKアイランド）を探索し、アイテムを集め、ミニゲームやパズルを解き進めていく3Dアクション・アドベンチャーゲームである。
ストーリーはシリーズ従来の形式を踏襲している。長閑なDKアイランドに、爬虫類系のキャラクターであるクレムリン軍団率いるキングクルールが侵入し、ドンキーコングの仲間たちを捕らえ、新兵器「ブラストマティック」で島を破壊しようと企む。
チュートリアルの後、プレイヤーはドンキーコングを操作して、囚われた仲間たちを救出しながらキングクルールの目的を阻止するためにゲーム世界内を冒険する。
ゲーム内ではパズルといったミニゲームをクリアしながら、プレイヤーは通常とゴールデンの2種類のバナナを収集していく。通常のバナナは操作可能キャラクターごとに色が異なり、一定数集めるとステージごとにバナナメダルが与えられ、また各ステージのボスに挑む際に必要となる。そしてゴールデンバナナは新しいステージにアクセスするために一定数ごとに必要となる。
収集可能なアイテムは全部で3831あり、このうちゲームをクリアするのに1810必要になる。
パズルゲームのほとんどはシンプルであり、アイテムの並び替えや、スイッチやタイルの操作、あるいはトランプゲームの神経衰弱のような絵合わせゲームなどがある。ミニゲームには、レースやトロッコに乗ったり、キャラクターを撃ち出す特殊な樽を操作していくものなどがある。ステージは、各ステージにアクセスする基本エリアと各テーマごとに分かれた7つのエリアの合計8ステージがあり、それぞれに操作可能な5体のキャラクターごとに取得できるゴールデンバナナが5つずつ設置され、全部で200ある（(1+7)×5×5）。
各ステージのテーマは、水、森林、ジャングル、工場など。
以前のシリーズとは異なり、攻略は任意の順番で行うことができる。
プレイヤーは、地面に数字が書かれたワープパッドで同一エリア内をワープ移動でき、タッグバレルという特殊な樽でプレー可能なキャラクターを変更することができる。
プレイヤーは、新しい武器や能力のロックを解除するためのバナナコインや、他に武器の弾薬や設計図の断片といった収集物を集める必要がある。他のレア社のゲームのようにプレイヤーは、しばしば破壊不可能なオブジェクトに行く手を阻まれたり、深い穴や急な坂道など、それ以上先に進むことができないエリアに遭遇することがあるが、これを乗り越えるために新しい能力を取得する必要がある。
ドンキーコングの囚われた仲間たちも、救出後には操作可能なキャラクターになる。
5体のキャラクターたち（ドンキー、ディディー、ランキー、タイニー、チャンキー）は、基本能力のみで始まり、ゲームの進行に従って、特定のパズルを解決するために必要な固有能力を、クランキーコングから購入して追加することができる。例えばドンキーコングはレバーの操作、チャンキーコングは壁やオブジェクトの破壊ができ、さらにゲームが進むとコングバレルを使ってドンキーコングは一定時間の無敵化、チャンキーコングは一定時間の巨大化といった更に強力な能力を獲得できる。
さらに、キャラクターはそれぞれ個性的な武器や楽器を使用する。単純に敵を倒すだけではなく、使用することで初めて進めるようになるエリアも存在する。
特殊能力は、コントローラーのボタンの数より多いため、発動には複数のボタンを組み合わせる必要があるものもある。ボタンにはカメラアングルの変更、スナイパーモード、特定の謎を解くのに必要な写真モードに切り替えるといったものもある。
さらに、ゲーム内には1981年に製作されたオリジナルの『ドンキーコング』や、レア社の黎明期のヒット作『Jetpac』（1983年）もプレイ可能であり、本編のクリアに必須な要素である。
プレイキャラクターはサイのランビやメカジキのエンガードなど、以前のシリーズから登場している他の動物に変身することも可能である。
オプションのハードウェアサポートには、ワイドスクリーンモードと振動パックが含まれる。
本編以外にマルチプレイモード「コングバトル」があり、2人から4人用の6つのミニゲームがある。
モンキースマッシュは、箱庭型のデスマッチスタイルのミニゲームで、最大4人のプレイヤーが競い合い、本編に登場する投射武器を使って自分のライフをすべて失う前に、他のプレイヤーを打倒するものである。バトルアリーナは、本編にも登場したあまり広くない円形の足場上でプレイヤー同士が戦い合い、武器や爆発物を使って相手を場外に落とすこと目的とする。
各ゲームにはいくつかのサブ設定があり、時間やスコアを調整することができる
。

## 開発
1990年代半ばにリリースされた『スーパードンキーコングシリーズ』で成功を収めたレア社は、次のドンキーコング作品においてもそのプレイスタイルを踏襲したが、直接的な続編とはしなかった。
本作の開発は同社のグレッグ・メイルズが主導し、企画は『スーパードンキーコング3 謎のクレミス島』（1996年）リリース直後の1997年から始まった。
当初は磁気ディスクを用いた64DDでのリリースを想定していたが、64DD自体が開発遅延したために最終的にキャンセルされ、カートリッジ式の開発に移行した。
16人のチームが3年かけて開発に参加し、後半にはさらに8人が追加された。
多くの開発者は『バンジョーとカズーイの大冒険』（1998年）や『バンジョーとカズーイの大冒険2』（2000年）を担当した同社のバンジョーチームから移行した者だった。
本作は『バンジョー』で用いられたゲームエンジンを使って開発が進められた。
レア社は当初、本作を『スーパードンキーコングシリーズ』のような伝統的なリニア系（進行が直線的に展開するゲームのこと）として構想し、設計していた。NINTENDO 64はまだ新しく、社内には共通のゲームエンジンも無かった。リニアバージョンは約18ヶ月に渡って開発されたが、製品版を考慮して中断された。
リードアーティストのマーク・スティーブンソンは、本作のキャラクターのアニメーションとモデリングは何もないところから始まったと語っている。『スーパードンキーコングシリーズ』の開発環境ではPowerAnimatorを使ってNURBサーフェスでプリレンダリングとモデリングが行われていたが、本作で必要だったリアルタイムでの3Dグラフィックのためにはポリゴンのみで行わなければならなかった。そこでチームは新しい開発ツールである「Gamegen」を使用した。ただ、コングたちの口の中などはプリレンダリングされたモデルを参考にしたポリゴンモデルやテクスチャを使用した。
リアルタイム・グラフィックスは、『スーパードンキーコングシリーズ』のような緻密なプリレンダリング・グラフィックスを再現することはできない代わりに、キャラクターをより表情豊かにすることを可能にした。
ただ、満足のいくキャラクターモデルを制作することは困難であった。このことについてスティーブンソンは「キャラクターはどの角度からも見ることができるんだ。だからアニメーションを制作してゲームに入れた時、横からなら良さそうに見えても、別の角度から見たら最悪だ！なんてことがある」と語っている。
彼はまた、3Dゲームの黎明期であったために、ドンキーコング64のモデルはプリレンダリングの『スーパードンキーコングシリーズ』のものより常に悪く見えた、とも述べている。
収集要素を強く打ち出したのは、『バンジョーとカズーイの大冒険』とゲームデザインの差別化を図りたかったレア社の共同設立社ティム・スタンパーの要望であった。ディレクターのジョージ・アンドレアスは「私はいつも彼のとこに行って『これでどうです』と言うと、彼は『ダメだ。もっとたくさんだ』と返されるんだ」と述べている。
当時を振り返って、アンドレアスは自制することが大事だったとし、とりわけ色分けされたバナナのシステムなどを統一したかったことを挙げている。他にもレア社は『バンジョーとカズーイの大冒険』との差別化のために多様な操作可能キャラクター、映画のようなセットピース、そして派手なボス戦を試みた。アンドレアスによれば、開発段階のデモンストレーションでドンキーコングの生みの親でもある宮本茂に見てもらった際、彼はドンキーがリアルなショットガンを撃つのを見て驚愕し、最終的にゲームに反映されたココナッツ・ガンのデザインをその場でスケッチして手渡してきたという。
削除されたシステムの中には『バンジョーとカズーイの大冒険』からデータ転送することでボーナス解除される「Stop 'N' Swop」というものがあった。

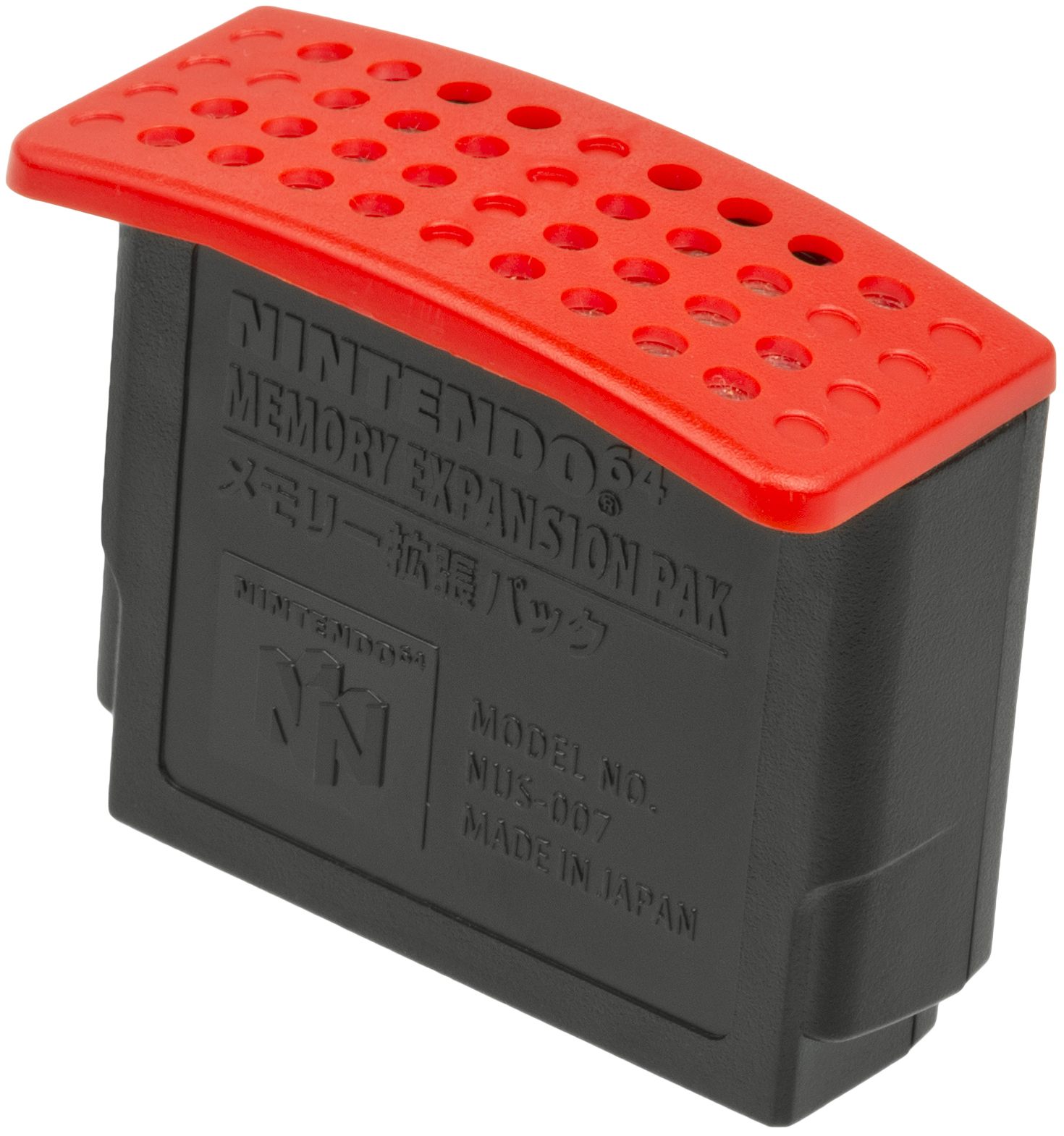
『ドンキーコング64』で始めて必要となったメモリー拡張パック

本作はNINTENDO 64の「メモリー拡張パック」を必要とする最初の2つのゲームのうちの1つであった。
このアップグレードは、以前のゲームにおいてはオプション設定で高解像度グラフィックを動かせるというものであったが、本作の場合はゲームのフレームレートと遠くのオブジェクトのレンダリングを改善するものであった。
また、スティーブンソンによれば動的な照明システムにも用いられたという。
レア社のプログラマーであるクリス・マーロウによれば、発生したバグの解決として拡張パックが必須となってしまったために、後から多大な費用をかけてゲームをメモリアップグレードにバンドルせざるを得なかったと語っている。
しかし、スティーブンソンは、このマーロウの逸話を「神話」と呼び、開発の早い段階で拡張パックが必要になっていたと述べている。確かに開発終盤にはマーロウが語ったようなバグが存在したが、「拡張パックの導入はこれに対処しようとしたものではなく、解決策にもなってない」と指摘している 。
任天堂は、拡張パックを別売りにせず、ゲームとセット売りにしたことは消費者の混乱を避けることにつながると述べていた。

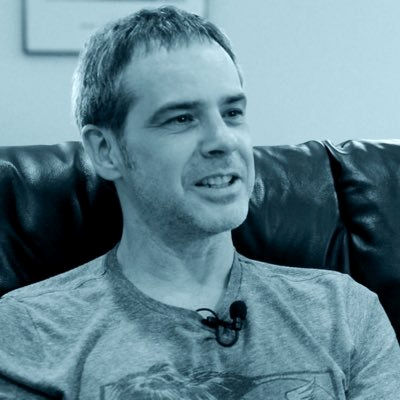
本ゲームの音楽を担当したグラント・カークホープ

音楽はグラント・カークホープが担当し、デヴィッド・ワイズが担当した『スーパードンキーコングシリーズ』よりも『バンジョーとカズーイシリーズ』に近いものとなった。
しかし、カークホープは、ワイズの暗い、雰囲気があるトーンを保持しようとしたとし、ワイズの「Jungle Japes」のリミックス版も加えている。
もともと本作の音楽は『スーパードンキーコング3』で音楽を担当したエヴリン・フィッシャーの予定であった。フィッシャーに協力を求められてカークホープが参加するようになり、さらにドンキーコングの声も担当することになった。
ゲーム起動時に流れ、操作キャラクター達の能力を紹介する「モンキーラップ（DKラップ）」は、ジョージ・アンドレアスが発案・作詞し、カークホープが作曲と録音を、演奏はアンドレアスとクリス・サザーランドが行った。
このラップは制作サイドのお遊び的なものであったが、ゲーム発売時は、大真面目に制作されたものと解されてしまった。
ニンテンドー・オブ・アメリカは、ファンがラップを演奏する「DKラップ」コンテストを開催した。賞品には本社への旅行も含まれていた。

## プロモーションとリリース
レア社はホームページ上で、スクリーンショット1枚を掲載して本作を発表し、同時に『Nintendo Power』1999年1月号で報道された。
Electronic Gaming Monthlyによれば、1997年のE3の時点でゲームはデモプレイ可能な状態であったとしているが、IGNは1999年のイベントで初めて公開されたとしている。
ゲームは任天堂の1999年のスペースワールドでもデモが行われた。
『ドンキーコング64』は、グラフィックとサウンドにおいて、コンソール機の「最高傑作」として、ベストセラーになることが期待されていた。

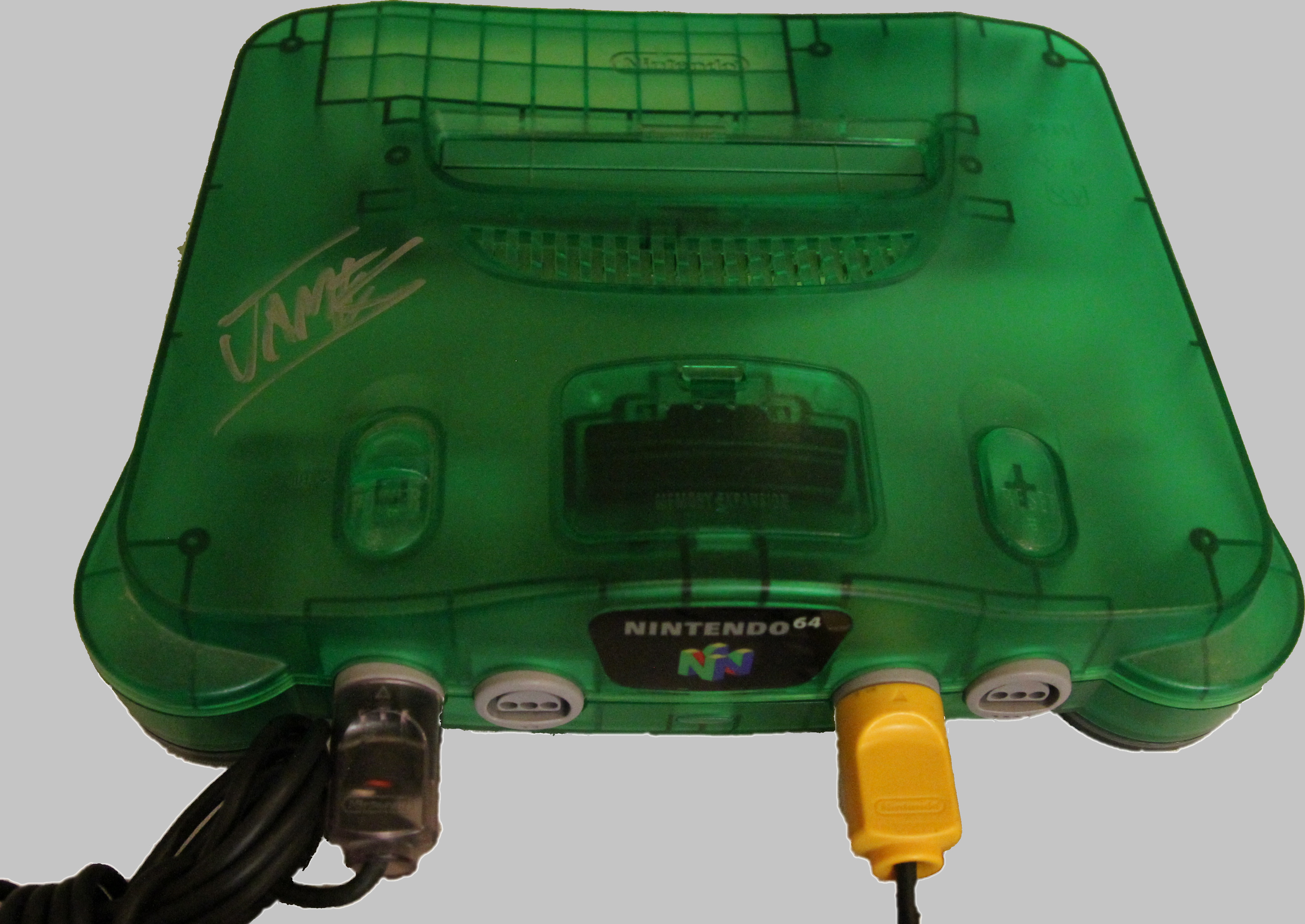
本体・ソフト同梱版として発売された際の緑透明の本体「ジャングル・グリーン版」。

本作のマーケティングは2200万ドルが投入された大規模なもので、これは任天堂の主要作品の一般的な予算の2倍に相当するものであった。キャンペーンではホリデーシーズンで1万館以上の映画館で流された60秒CMほか、屋外看板、印刷物、ラジオで追加広告が行われた。
また、「The Beast Is Back（ビーストが帰ってくる）」と題されたプロモーションツアーでは任天堂のゲームを積んだトラックが全米を回り、スーパーマーケットでは同シリーズとドクターペッパーがコラボした懸賞が行われ宣伝された。任天堂は初年度での250万本のセールを予測し、同年末までに出荷本数を、緑の半透明のNINTENDO 64同梱版100万本含む、計400万本とした（これは『ゼルダの伝説 時のオカリナ』より150万本多かった）。
小売業者による市場調査では本作は1999年のホリデーシーズンに販売されるコンソール機の中ではトップセールになると予想されていた。
当時、任天堂は、『マリオパーティ2』、『パーフェクトダーク』、『ポケモンスタジアム』などの発売を翌年に延期することを発表していたため、ホリデーシーズンにおける競合作品はほとんどなかった。
本作は1999年11月に北米地域でリリースされ、翌12月に全世界にリリースされた。
ゲームの発売に伴い、任天堂は「ジョリー・ランチャースタイル」の緑透明のNINTENDO 64本体と拡張メモリ同梱版で、ゲームカートリッジもバナナ・イエローに着色された特別版もリリースした。

### 再リリース
2015年4月、本作はWii Uバーチャルコンソールで再リリースされた。これはバーチャルコンソールに追加された最初のNINTENDO 64ソフトの1つであった 。
先立ってWiiバーチャルコンソールでは実装されなかったために、これは初の再リリースとなった。
Wiiバーチャルコンソールに実装されなかった理由は不明だが、Nintendo World Reportは作中でプレイ可能であった『ジェットパック』のためではないか（任天堂は権利を持っていなかった）、と推測している。

## 評価
レビュー集計サイトのMetacriticによれば、「全般的に肯定的」とされている。
本作は、1999年のホリデーシーズンにおけるNITENDO 64のトップセラーとなり、ライバルであるセガ・ドリームキャストの登場に対する主要なカウンター作品となった。
ベストセラー作品として任天堂の「プレイヤーズ・チョイス」のゲームセレクションに加わり、次のホリデーシーズンまで高い売上が続いた。
2004年までに北米で230万本が販売され、『CESAゲーム白書2021』の集計では日本で110万本、世界で527万本販売された。
1999年のE3のGame Critics award for Best Platform Gameや、Nintendo Powerの1999年度ベストオールゲームを含む、いくつかの年間賞を受賞した。
さらに第3回AIAS Interactive Achievement Awards（現D.I.C.E. Awards）の「Game of the Year」と「Console Game of the Year」にもノミネートされた。
GameProは「Editor's Choice」に選出した。
IGNは本作を発売時点で最大かつ最も野心的なNINTENDO 64ゲームと評したが、一方でプラットフォームとパズルデザインは『バンジョーとカズーイの大冒険』（1998年）に非常に似ているとも述べた。
この類似性の指摘は、他のレビューでもよく見られるものであった。
「相互的なエッグハント」と呼ばれたようなアイテム収集に重点を置いた点と、繰り返させる手法（バックトラック）については批判か、わずかに称賛があった。
これはレア社のゲームの特徴とみなされ、本作もプレイヤーに複数のアイテム群を集めさせ、特別なエンディングを迎えさせるという「予測可能ないつも通りのこと」を踏襲していた。
Next Generationはレア社がバックトラックを好む傾向を指摘した。
GameSpotは当たり障りなく、アイテム集めが好きなプレイヤーはその繰り返しを楽しむし、そうでないプレイヤーは、その面倒臭さに苛立つだろうと述べた。
Cincinnati Enquirerは、ミニゲームについて「大冒険をさらに楽しめる歓迎すべき気晴らし」であり、前世代のコンソールゲームであれば、それ単独のゲームでも成り立つであろうほど優れていると賞賛した。
また、EGMはパズルやミニゲームは初見では楽しいものだが、段々と時間制限がキツくなっていくものを繰り返し遊ぶことは、すぐに飽きてしまうと指摘している。
GameSpotは本作のプレイ内容の一部が「頭脳的」であるとし、後のパズルを解くために同時作業を考慮する必要があると論じた。
『スーパーマリオ64』『時のオカリナ』『バンジョーとカズーイ』から影響を受けた部分に慣れているレビューアからは、プレイヤーがすべきことに革新性がなく、解読が面白くないと思われた。
Nintendo Lifeは後の回顧的なレビューで、オブジェクトを集めるという作業が「度を超えて」いる上にくどくどと繰り返されるものだと評した。例えばバックトラックの課題点は、プレイヤーがいつでも操作キャラクターを切り替えることができれば、減らすことができたのではないかと述べた。
ゲームのサイズとプレイ時間の長さは頻繁に言及された。
基本プレイ時間は推定30時間で、IGNはレア社の『戦争と平和』と呼んだ（非常に長いことの比喩）。GameFanは「大きい（big）」という表現では控えめなものであり、「この冒険の中にはマストドン的なものもある」と書いた。
AllGameとEGMのライターは、その世界内で頻繁に迷い、気が散る羽目になったと述べている。
ボス戦における工夫は際立って賞賛され、特にキングクルールとの最終決戦が挙げられたが、一方でストーリーの結末はEGMをがっかりさせた。
レビューではマルチプレイモードにはほとんど娯楽性が見つからないとされる一方で、5体のキャラクターによる操作の多様性は賞賛された。
一方で、移動速度の遅さとカメラアングルの問題といった操作性に関してはレビューアたちを苛立たせる部分であった。
例えば攻撃モーション中にキャラクターは操作に反応できなくなり、接近する敵に弱かった。
Edgeは『バンジョーとカズーイ』の時からカメラ機能に改善がないのは許しがたいと書いている。
グラフィックに関しては、そのクオリティのためにRAMを拡張したとしても、前年の『バンジョーとカズーイ』のような同時代のゲームと比較して（仮にあったとしても）わずかに優れていると見なされただけであった。
IGNは、本作は『バンジョーとカズーイ』ほど（特に水や背景が）綺麗ではないと断言し、それでも最も綺麗なゲームの1つに選ばれるのは、最初の何もないところから、あとになって照明効果や豊かな質感が導入されるためではないかと推測した。レア社にはもっと大きな期待を掛け、パーティクルエフェクト（砂漠の風など）を賞賛しつつも、動的照明を使いすぎているとも指摘した。
N64マガジンは強化されたエフェクトは装飾によく使われていたが、道を照らすミニゲームでも何らかの役割を果たしていたと指摘している。
フレームレートの低下や遠くの景色がボヤけるなど、メモリを増設してもグラフィックの難点は報告されたが、全体的にはグラフィックの華やかさは評価された。
GameSpotはまた、ゲーム内の環境には多様性が欠如しているとした。
キャラクターの個性やアニメーション、またレア社特有のユーモアの描写は評価された。
複数のレビューでは、アニメーションで表現されるキャラクターの個性が注目されていた。
IGNは、他のレア社のゲームよりも困惑するようなものが少なく、時に面白く見えると評価した。
一方でGameFanは、シリーズに新たに加わった3体の操作キャラクターは、固有能力で差別化を図っているに過ぎず、その本質はキャラクターというより目的達成のための手段（tools）であり、型抜きクッキーのようなものだと評した。
音楽に関して、IGNは『バンジョーとカズーイ』ほど巧妙ではなかったが、カークホープの音楽は依然として豊富なムードを提供して、設定に合っていたと評した。
GameSpotは、サラウンドの聴覚的な手掛かりと水中での音質効果に感銘を受けた。
一方で目立ったのはオープニングの「モンキーラップ（DKラップ）」に対する低評価であり、「恥ずかしい」など、最悪のゲーム音楽だと批判された。
GameProはユーモラスだが低俗だ、と評した。
8年後にNintendo Lifeは、この曲はゲームそのものと同様に「ある者には愛され、他の者には嫌われた」と述べている。
ドンキーコング64は『スーパードンキーコングシリーズ』のような革新性は欠けていたが、ホリデーシーズンに売れるようなハイクオリティなものだった、というのがコンセンサスであった。
Cincinnati Enquirerは、ゲームのスタイルについて『スーパーマリオ64』『バンジョーとカズーイの大冒険』『スターツインズ』といった他の多くのゲームを組み合わせたものとし、「ストーリーラインとグラフィック、そしていくつかのプレイ要素を置き換えれば基本的に同じゲームになる」と論じた。しかし、そうであっても「やり尽くされた要素を極めることは、後に発売されるゲームのジャンルを進化させる必要な発火点になる」と述べ、本作には中毒性があり、NINTENDO 64で最高峰のゲームの1つと賞賛している。
IGNは、過大に期待させられたファンはガッカリするだろうが、本作はやることが圧倒的に多く、優れた拡張性を持つプラットフォーマーであることに変わりはないと述べている。
一方、GameFanは「本当に何も新しいものを提供しない」ことに最も失望し、その単調さと繰り返しを映画『アイズ・ワイド・シャット』に例えて「全体にわたって座り作業を強いられるが、それによる痺れを正当化できるような十分な輝きはない、大きく肥大化したプロジェクト」とし、「レアの名を冠するに値しない」と評した。
本作の3Dプラットフォームは発売当時には一般的なものであり、GameSpotは、もしNINTENDO 64のローンチゲームとして販売されていたなら、より成功しただろうと述べている。
他の競合作品も踏まえた上で、Daily Radarは家庭用ゲーム機においてシンプルに最高の3Dプラットフォームだったと書いている。
限定的だが、Edgeも同じことを述べており、本作はサードパーティが任天堂自身が持つゲーム制作の熟達度を凌駕することに最も近づいたものであり「それなりに素晴らしい努力」であったとする。ただし、任天堂が制作した『スーパーマリオ64』の自由度と柔軟性とを比べてみれば、独創性も想像力もないものだった、と評した。

## 影響
レア社の3D系ゲームはアイテムの収集を目的にしているという点で評判が悪く、Kotakuは、2015年の記事において何百本もの色分けされたバナナを持つ「最も忌まわしき者（the worst offender）」と回顧した。
他の回顧的なレビューでも同意見であった。
Electronic Gaming Monthlyは、「『スーパーマリオ64』が3Dプラットフォームのジャンルに命を吹き込んだようにして、ドンキーコング64はそれらをすべて吸い取っていったのだった」と書き、「収集マラソン系（collect-a-thon）」ゲームを作るレア社という評判を確立したと評した。
「バンジョーとカズーイ」のインディーズのフォロワーゲーム『A Hat in Time』（2017年）の開発者は、『ドンキーコング64』が収集マラソン系アドベンチャーのジャンルを衰退させたと批難している。
Retro GamerとGame Informerは、「バンジョーとカズーイ」との類似性とジャンルを押し広げるような変化の無さを踏まえて、本作の評価を賛否両論なものと振り返った。
それなりに称賛を受けたものの、その後のレア社によるNINTENDO 64ゲームは、同社の過去のゲームほどの称賛を得られることはなく、精彩を欠いた売上はスタッフの流出を招いて、最終的に2002年のMicrosoft社の買収に至った。
結果として本作はレア社が製作した最後のドンキーコングシリーズとなり、5年後の『ドンキーコングジャングルビート』（2004年、開発は任天堂東京制作部）まで大タイトルはリリースされなかった。
Electronic Gaming Monthlyは、ゲーム発売時に、既にゲーマーたちはドリームキャストとプレイステーション2に注目しており、NINTENDO 64が終わりに近づいていた時期だったと指摘している。
後にIGNは、本作はニンテンドー3DSの携帯ゲーム機向けにリメイクする価値があると評価した。
「モンキーラップ（DKラップ）」が否定的な評価を受けたことはよく知られた事実だが、リリースから10年以上経って、インターネットミームとして人気が急上昇した。
この現象についてサザーランドは、子供の頃にゲームをプレイした人たちが、大人になって、この曲が真面目なものではなく、お遊び的なものだと気づいたからじゃないかと考察している。
同様にカークホープは「ABBAがそうだったように、何年もかけて流行が戻ってきたようなものだ」とコメントした。
モンキーラップを用いた演出は『大乱闘スマッシュブラザーズDX』（2001年）や『ドンキーコンガ』（2003年）に登場した。
2017年、カークホープはレア社作品のオマージュとして製作された『Yooka-Laylee』に対して、同様のラップを作曲した。